# Eduard Veith

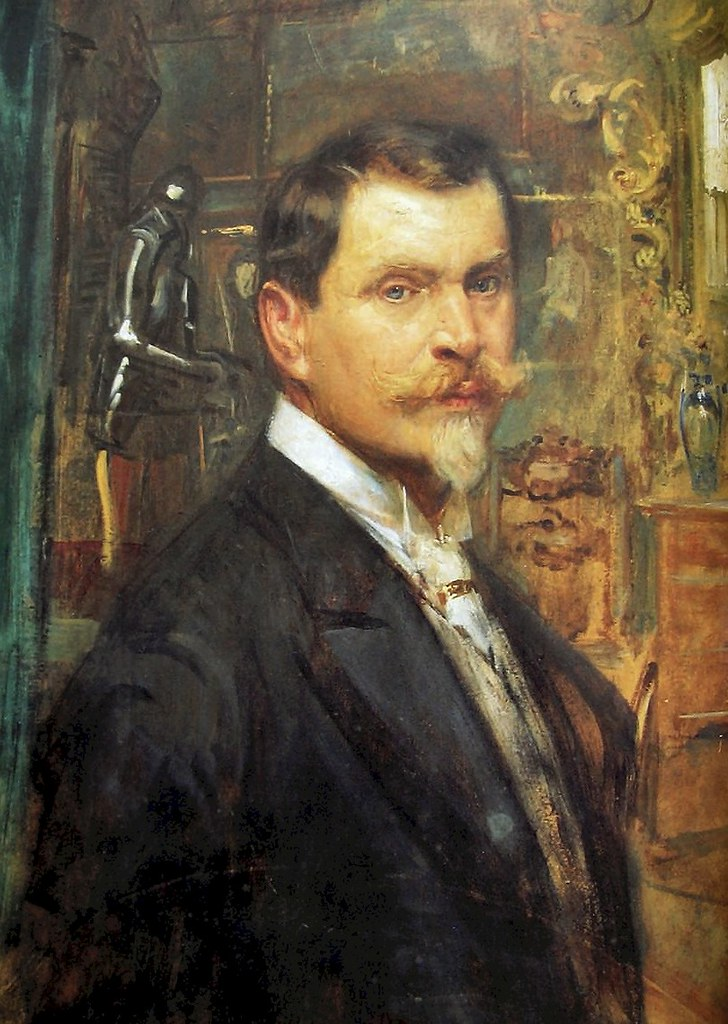
Selbstporträt, um 1900

Eduard Veith (* 30. März 1858 in Neutitschein, Kronland Mähren; † 18. März 1925 in Wien) war ein österreichischer Landschafts-, Genre- und Porträtmaler sowie Hochschullehrer.

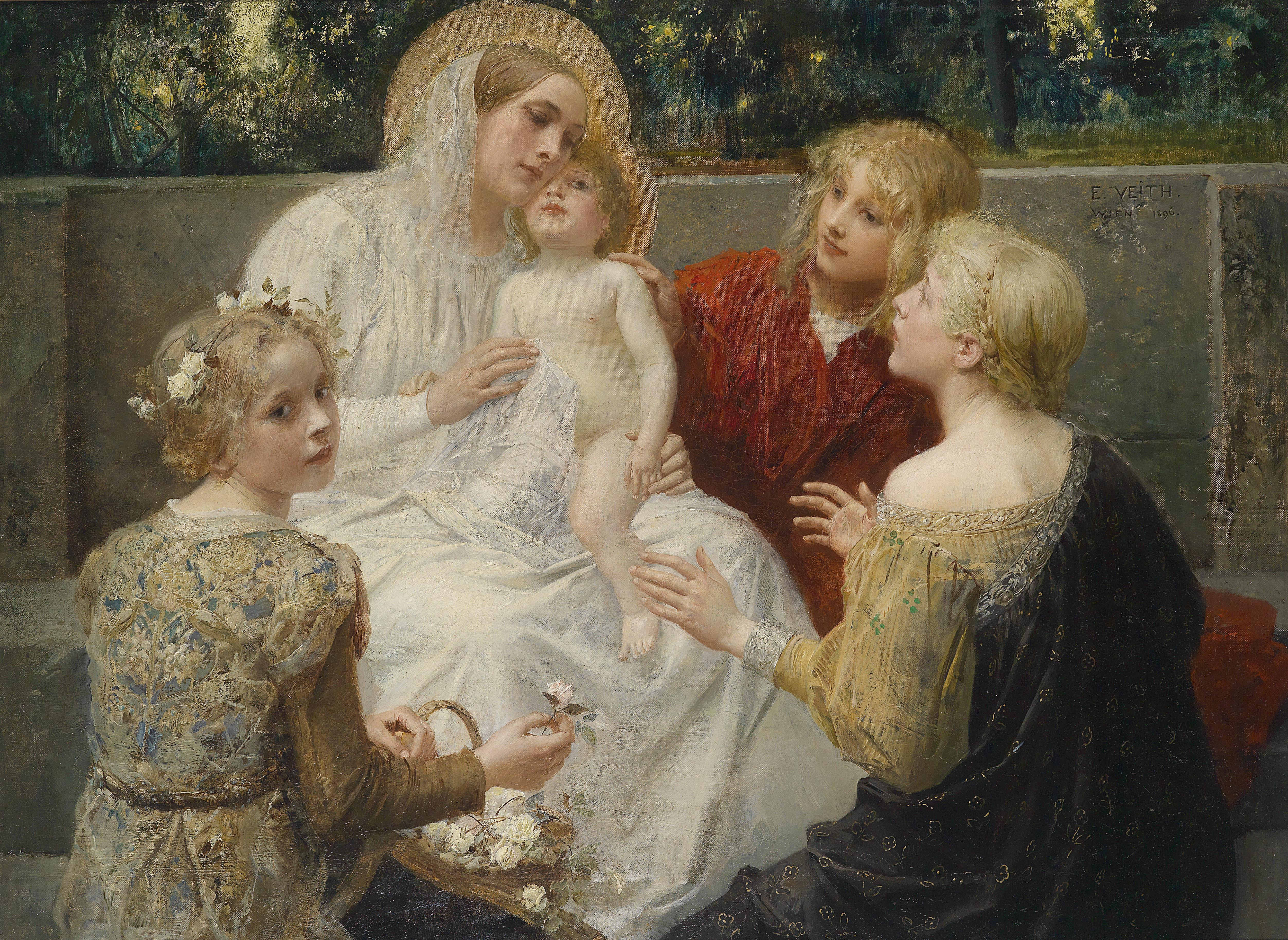
Madonna mit Jesus umgeben von Kindern, 1896

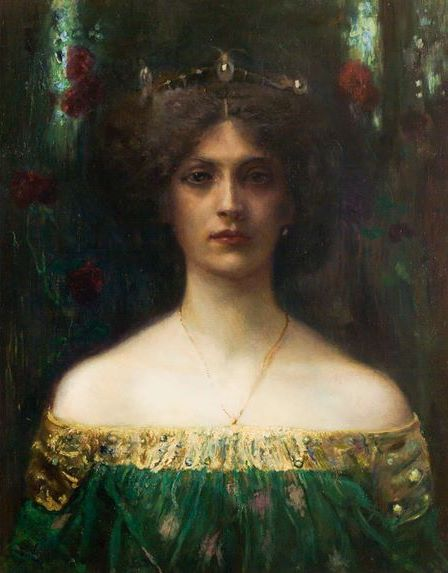
Königstochter, um 1900

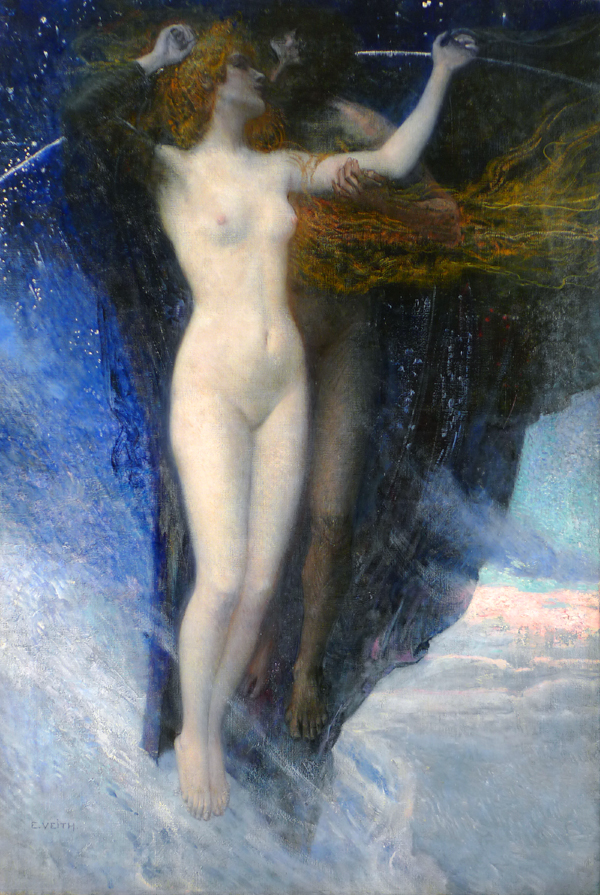
Ein Wiederfinden, 1905

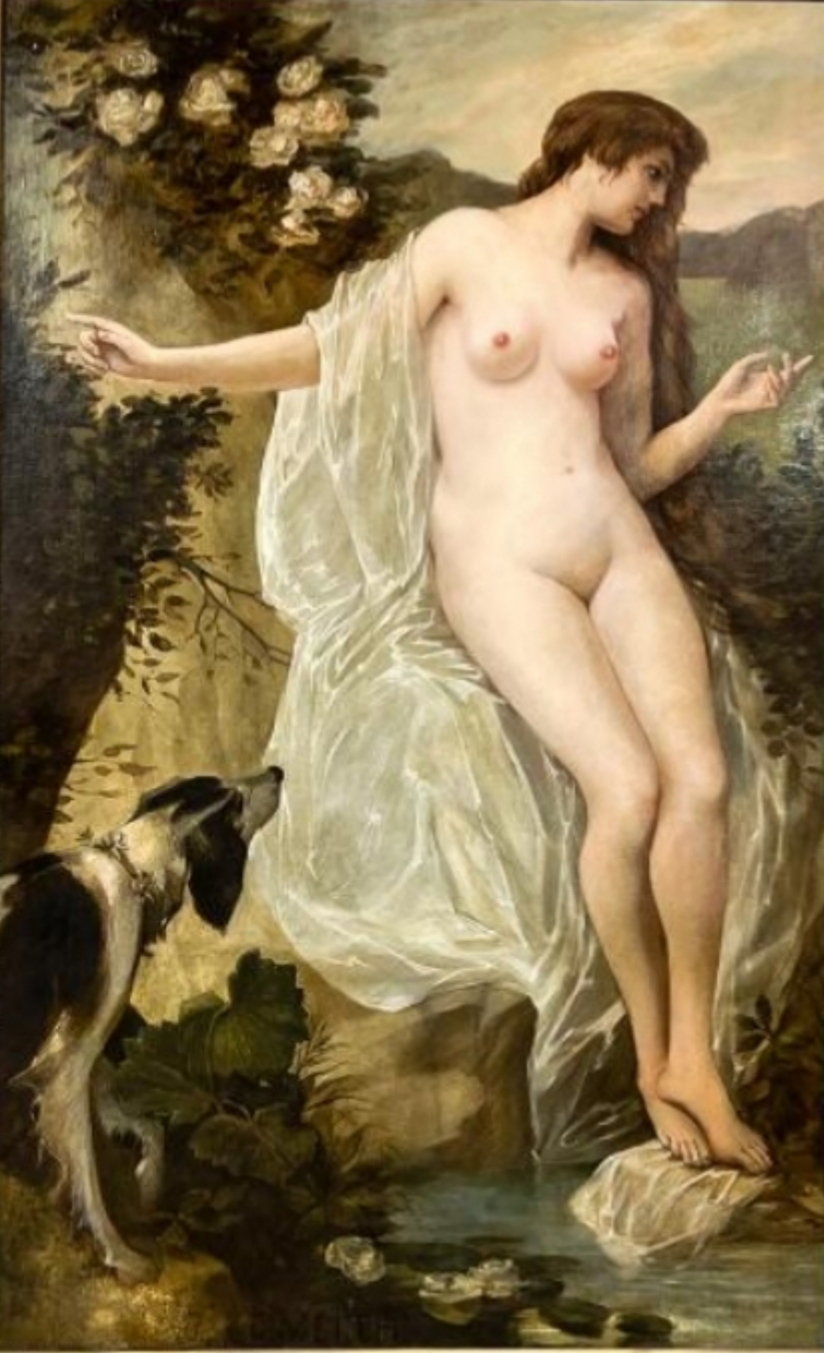
Göttin Diana mit Jagdhund, stehend im Fluss

## Leben
Eduard Veith, Sohn des Zimmermalers Julius Veith (1820–1887) und dessen Ehefrau Susanna Veith geb. Schleif (1827–1883), war Schüler von Ferdinand Laufberger an der k.k. Kunstgewerbeschule des k.k. Österreichischen Museums für Kunst und Industrie und schloss seine Ausbildung in Paris ab. Studienreisen führten ihn nach Italien, Belgien und Tunis.
Ab 1890 war Veith Mitglied des Wiener Künstlerhauses, später lehrte er auch an der Kunstgewerbeschule des österreichischen Museums für Kunst und Industrie und wurde 1920 zum ordentlichen Professor ernannt. 1896 erhielt er auf der Internationalen Kunstausstellung in Berlin eine kleine Goldmedaille. Seit 1911 war er mit Bertha Griesbeck (* 1872 in Augsburg; † 1952 in Wien) verheiratet.
Sein ehrenhalber gewidmetes Grab auf dem Döblinger Friedhof (Gruppe 32, Reihe 1, Nr. 11) wurde vom Bildhauer Georg Leisek gestaltet.
Veiths Werk, überwiegend im Stil des Neorokoko, folgt der historistisch symbolistischen Tradition von Hans Makart und Anselm Feuerbach und gehört zur so genannten „Ausstattungsmalerei“ des Historismus.
- Wien
  - Volkstheater: Deckengemälde „Huldigung der Vindobona“, „Bekränzung des Dichters Ferdinand Raimund“ und Bühnenvorhang (1889).
  - Dianabad: Deckengemälde für die Schwimmhalle.
  - Ronacher: Wandgemälde.
  - Hofburg: Deckengemälde im Maria-Theresien-Saal als Preisträger des vorangegangenen Wettbewerbs.
  - Bürgertheater: Wandgemälde.
  - Kärntner Straße 16: (ehemaliges Hotel Meissl & Schadn) Fassadenmosaike.
- Klagenfurt
  - Stadttheater: Deckengemälde „Lindwurmsage“ im Pausenraum
- Berlin
  - Theater Unter den Linden (heute Komische Oper Berlin): Deckengemälde „Einzug der heiteren Musen durch das Brandenburger Tor“.
- Prag
  - Deutsches Theater: Bühnenvorhang, Wand- und Deckengemälde.
- Aussig
  - Stadttheater: Deckengemälde mit symbolischen Gestalten „Unternehmen“, „Fleiß“, „Handel“, „Verkehr“ und „Industrie“ (1908/09).
- Ostrau
  - Stadttheater: Deckengemälde (1905/06).

sowie Werke für zahlreiche andere Palais.
- Landschaftsaquarelle
- Porträts aus der Wiener Gesellschaft, so etwa von Lotte Medelsky, Georg Reimers u. a.

## Auszeichnungen
- Reichel-Preis
- Erzherzog Carl Ludwig Medaille
- Kaiserpreis

bei Ausstellungen
- Antwerpen (Goldmedaille)
- Berlin (Goldmedaille)
- Wien (Goldmedaille)
- Paris (Gold- und Bronzemedaille)